# Nicolay Diulgheroff
Nicolay (o Nicola) Diulgheroff (in bulgaro Николай Дюлгеров?, Nikolaj Djulgerov; Kjustendil, 20 dicembre 1901 – Torino, 9 giugno 1982) è stato un pittore, designer, grafico e architetto bulgaro naturalizzato italiano legato soprattutto al Futurismo.

## Biografia

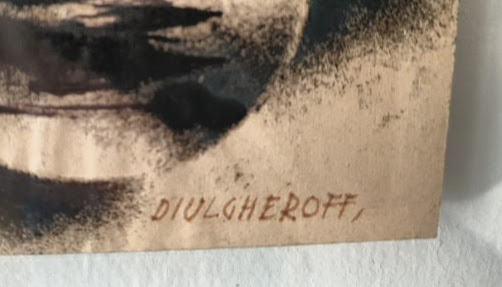
Firma di Nicolay Diulgheroff in un suo disegno

Dopo aver frequentato la Kunstgewerbeschule di Vienna e la "Neue Schule fuer Kunst – der Weg" di Dresda, nel 1923 è alla Bauhaus di Weimar. 

Dopo avere incontrato alcuni esponenti del Secondo futurismo tra cui Fillia, nel 1926 si trasferisce definitivamente in Italia, più precisamente a Torino, dove termina gli studi nella Scuola Superiore di Architettura dell'Accademia Albertina di Torino, laureandosi nel 1932; prenderà in seguito la cittadinanza italiana.
Nel gruppo futurista a cui ha aderito inizia a esporre le sue prime opere di pittura in mostre collettive e personali. Inoltre disegna mobili, lampade e oggetti in ceramica e in cristallo, e si dedica al disegno industriale. Collabora poi con diverse riviste futuriste tra cui “La Città Nuova” e “Stile Futurista”.
Espone alla Prima Mostra di Architettura Futurista svoltasi a Torino e successivamente in molte altre città, tra le quali Mantova, Milano, Alessandria, Venezia, Roma, Parigi.

Nel 1928 partecipa alla XVI Biennale di Venezia, nella sala dedicata ai futuristi. Lavora come cartellonista presso un'importante ditta pubblicitaria creando una serie di tabelloni pubblicitari su lamiera.

Nel 1930 è nuovamente presente alla Biennale di Venezia, poi all'“Esposizione futurista” di Alessandria e alla “Mostra Amici dell'Arte” a Torino. Realizza anche interni per appartamenti e negozi arredando con Fillia la “Taverna Futurista del Santopalato”, dove ideò il Pollofiat, dove il volatile veniva cotto con al suo interno un pugno di pallini d'acciaio dolce da cuscinetti a sfera.
L'operato artistico di Diulgheroff ha spaziato dalla grafica, alle arti decorative e tessili, all'architettura di interni, al design, all'arredo, oall'architettura tour court, alla pitturaò,. Diulgheroff si dedicò alla grafica pubblicitaria (sua era la spirale rossa dell'amaro Cora), agli allestimenti di padiglioni e gli arredamenti di negozi e abitazioni; continuò inoltre a dedicarsi alla pittura in stile futurista, lavorando molto sull'intersecarsi di linee, piani e sfere.
Nel 1976, in occasione del centenario della nascita di Marinetti, creò una serie di lito-seri-collage dal titolo Marinetti Rotante in Divenire.

## Opere architettoniche
Benchè la maggior parte delle sue opere come architetto sia scomparsa, Diulgheroff svolse un'intensa attività progettuale anche come architetto di interni. Si elencano i suoi progetti in ordine cronologico.
- 1929 arredamento degli uffici dell'Amaro Cora all'interno di Palazzo Gualino a Torino[3]
- 1930 ristrutturazione e arredamento della casa-studio dell'ingegner Jacobacci[3], utilizzando nuovi materiali e con colori contrastanti
- 1931 arredo interno della Taverna del Santopalato di via Vanchiglia a Torino
- 1931-1932 Casa Atelier Mazzotti ad Albissola Marina, edificio residenziale con un negozio al piano terreno, progettata in stile razionalista per il ceramista Tullio Mazzotti[3]. Per la famiglia di ceramisti Mazzotti realizza anche molte ceramiche e progetta numerosi arredamenti.
- 1932 ristrutturazione e arredamento di casa Basilico a Milano e casa Tacconis a Torino.
- 1932-1939 realizzazione del palco per l'orchestra del Plateau dansant all'aperto del Dancing Lutrario di via Stradella[4] a Torino: Diulgheroff realizzò scenografie e allestimenti del "giardino futurista". Egli progettò nuovi locali dall'altra parte della strada, negli anni '50 Attilio Lutrario scelse peròun altro professionista per la progettazione, e commissionò gli arrediinterni a Carlo Mollino: l'edificio esiste ancora ed è il dancing Le Roi.[5][3][6]
- 1933 Bar Cora alla seconda mostra della Moda nel Palazzo del Giornale[7] presso il Parco del Valentino[3] a Torino
- 1934 Casa per artigiano in via Monbasiglio a Torino, in stile razionalista con finestre a nastro. Ristrutturazione e arredamento di casa Bodoira a Torino. Progetto per uno stabilimento balneare. Padiglione della ditta Lama Italia alla Fiera di Milano. Progetto del padiglione-ristorante (1000 mq) della ditta Cora alla Fiera del Levante a Bari. Arredi interni (stanze e salone) dell'Albergo delle Nazioni a Bari (progetto dell'arch. Calza-Bini). Arredo interno del Club Nautico di Bari[3].
- 1935 Mostra del Naturismo in Piemonte presso la Promotrice delel Belle Arti: allestimento della sezione Organizzazione rurale, naturismo in città
- 1936 arredo interno del negozio Galtrucco in via Roma a Torino e del Bar Impero in via Bertola a Torino, sponsorizzato dalla ditta Illy, dove si ispira al tema della nave. Arredo del Bar Impero a Reggio Emilia, sempre sponsorizzato da Illy[3]
- 1938-1939 arredo interno di bar in piazza CLN a Torino
- 1940-1941 e 1951 Fabbrica S.I.M.B.I.(Società Italiana Milangili Brevetti Invenzioni)[8], tutt'ora esistente[9], in via Foligno 14 a Torino. La fabbrica produceva articoli in metallo fuso. Alla fine degli anni '30 del Novecento venne decisa la riorganizzazione e l'ampliamento dei fabbricati dello stabilimento e nel 1940 fu incaricato l'architetto bulgaro. Su un lotto triangolare egli operò accorpamenti e razionalizzazioni concependo un edificio-macchina ispirato ad una nave, con l'inserimento di oblò e scalette metalliche[3]. Nel 1951 Diulgheroff fu incaricato di costruire all'interno del lotto la nuova officina meccanica: un capannone in cemento armato disposto trasversalmente a via Stradella[10][11].
- 1946 concorso per grattacielo bandito dalla Commissione Municipale di Torino tra coro Matteotti e via XX Settembre a Torino: nonostante Diulgheroff avesse vinto il concorso, l'edificio fu realizzato dall'arch. Domenico Morelli.
- 1947 ristrutturazione e arredamento della casa e dello studio medico Teneff a Torino
- 1948 dancing Trocadero in via Doria a Torino, dancing Il Faro in via Po a Torino[3]
- 1949-1953 Palazzo FIAT a Vercelli.
- 1949 ristrutturazione e arredamento della casa del pittore Mario Becchis a Torino. Ristrutturazione e arredamento di appartamento della famiglia Becchis a Torino.
- 1950 condominio in Piazza Fontanesi a Torino, condominio in corso Bramante a Torino.

Negli anni '60 progetta gli arredi dei negozi "Il mandorlo orchidea" di via Giolitti e "Il mandorlo in fiore" di via Lagrange a Torino, oltre ad alcune villette presso il villaggio Balbiano a Pino Torinese in stile vernacolare.
Dalla metà degli anni '60 entra nello studio il figlio Romano Diulgheroff ed insieme firmano i progetti di diversi edifici, soprattutto locali da ballo, anche se non è facile distinguere la mano del padre da quella del figlio: Sporting Club di Santhià, danging La Fons Salera a Vignale, discoteca Pick Up a Torino, arredo interno della libreria Il Punto Rosso in via Amendola a Torino, discoteca e piscine Il Due di Cigliano, discoteca Il Patio in corso Moncalieri a Torino, hotel Alexandra a Torino.